# Ludwig Sebastian (Politiker)
Ludwig Karl Sebastian (* 5. Oktober 1800 in Wildsachsen; † 19. Mai 1868 ebenda) war eín deutscher Bürgermeister und Mitglied der Zweiten Kammer der Landstände des Herzogtums Nassau.

## Leben
Ludwig Sebastian wurde als Sohn des Johann Philipp Sebastian (1766–1844) und dessen Ehefrau Anna Margarethe Mahr (1766–1837) geboren und war in seiner Heimatgemeinde als Bürgermeister tätig, als er 1852 in einer Nachwahl ein Mandat für die Zweite Kammer der Landstände des Herzogtums Nassau erhielt.
Heinrich Giebermann, der als Schultheiß in Massenheim (Hochheim am Main) in das Parlament gewählt worden war, nahm das Mandat nicht an. 
Sebastian blieb bis 1857 in dem Parlament. 